# Three Girls Lost
Pour plus de détails, voir Fiche technique et Distribution.
Three Girls Lost est un film américain réalisé par Sidney Lanfield, sorti en 1931.

## Synopsis
L'architecte Gordon Wales découvre que sa jeune et jolie voisine Marcia Tallant est enfermée à l'extérieur de son appartement et flirte avec elle. Il contribue ensuite à lui trouver un emploi chez un gangster, William Marriott. Lorsque Marriott est assassiné, les soupçons se portent sur Wales, car la police pense qu'il était jaloux de la relation entre Marriott et Marcia. Mais à l'insu de la police, Wales était en fait attiré par Norene, la colocataire de Marcia. Lorsque Wales est accusé de meurtre, Norene use de son influence pour lui obtenir une aide juridique.

## Fiche technique
- Titre original : Three Girls Lost
- Réalisation : Sidney Lanfield
- Scénario : Bradley King d'après une histoire de Robert Hardy Andrews
- Société de production : Fox Film Corporation
- Photographie : L. William O'Connell
- Montage : Ralph Dietrich
- Musique : R.H. Bassett
- Pays de production :  États-Unis
- Langue : Anglais
- Format : Noir et blanc - Son : Mono
- Genre : Drame
- Durée : 80 minutes
- Date de sortie : 
  - États-Unis : 19 avril 1931

## Distribution
- Loretta Young : Norene McMann
- Lew Cody : William (Jack) Marriott
- John Wayne : Gordon Wales
- Joan Marsh : Marcia Tallant
- Joyce Compton : Edna Best
- George Beranger : Andre
- Ward Bond : Steward
- Paul Fix : Tony Halcomb
- Willie Fung : Maître d'hôtel chinois
- Tenen Holtz : Photographe
- Hank Mann : Conducteur de Taxi
- Robert Emmett O'Connor : Détective